# يان هارتمان (ممثل)
يان هارتمان (بالألمانية: Jan Hartmann)‏ (و. 1980  م) هو ممثل، وممثل أفلام، وممثل مسرحي ألماني، ولد في كالتنكيرشن.

## وصلات خارجية
- جان هارتمان على موقع IMDb (الإنجليزية)
- جان هارتمان على موقع ألو سيني (الفرنسية)
- جان هارتمان على موقع قاعدة بيانات الفيلم (الإنجليزية)
- جان هارتمان على موقع كينوبويسك (الروسية)

- يان هارتمان في قاعدة بيانات الأفلام على الإنترنت